# 坂出ジャンクション

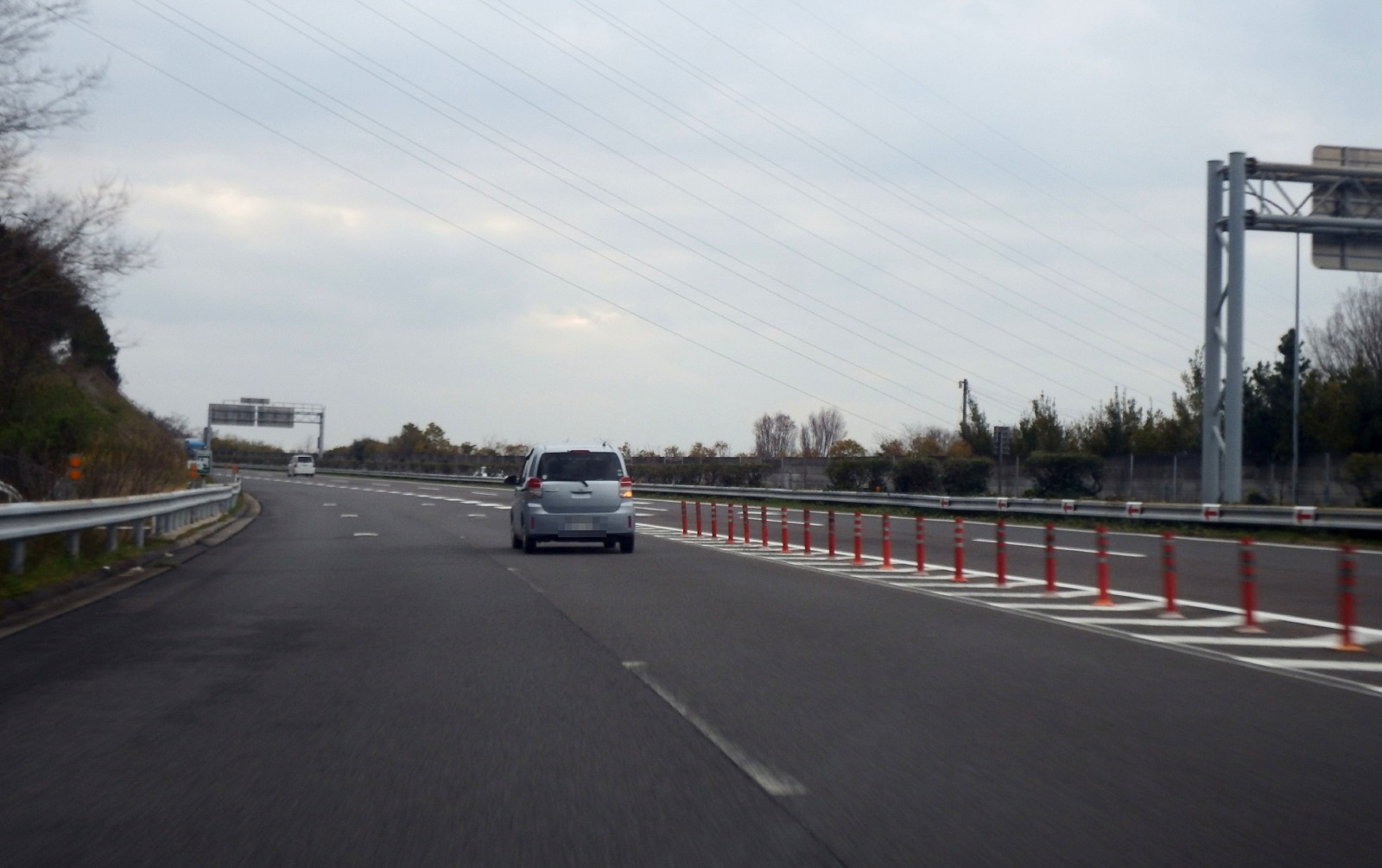
高松道下り線への合流

坂出ジャンクション（さかいでジャンクション）は、香川県坂出市川津町にある高松自動車道と高松自動車道 坂出支線を接続するジャンクションである。
讃岐富士といわれる飯野山の麓にある。

## 接続する道路
- E11 高松自動車道
- E11 高松自動車道 坂出支線

## 隣
E11 高松自動車道
(1)高松西IC - (1-1)府中湖PA/スマートIC - (2)坂出JCT - (3)善通寺IC
E11 高松自動車道 坂出支線
(5)坂出TB/IC - (2)坂出JCT